# 연방재무부 (독일)

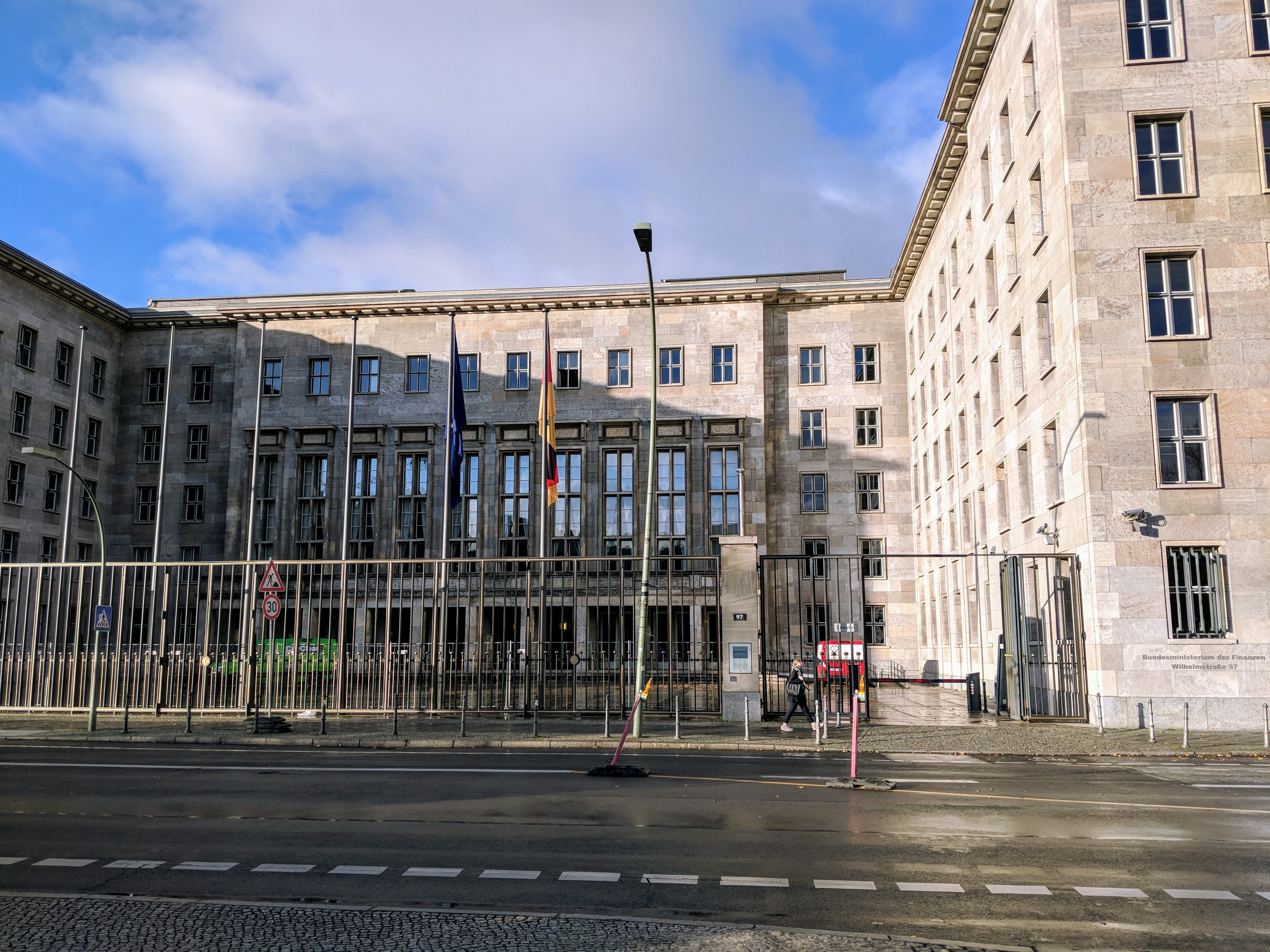

연방재무부(독일어: Bundesministerium der Finanzen)은 독일 연방내각의 재무부로 본청 소재지는 베를린이다. 2025년 기준으로 재무부 장관은 사회민주당 소속 외르크 쿠키스이다.

## 역대 장관 목록

### 바이마르 공화국 (1918년~1933년)
| 대수 | 대수 | 성명                        | 재임기간         | 재임기간         | 정당   | 총리                     | 총리                 |
| ---- | ---- | --------------------------- | ---------------- | ---------------- | ------ | ------------------------ | -------------------- |
|      | -    | 루돌프 힐퍼딩 (1877~1941)   | 1928년 6월 28일  | 1929년 12월 21일 | 사민당 |                          | 헤르만 뮐러 (사민당) |
|      | -    | 파울 몰덴하워 (1876~1947)   | 1929년 12월 21일 | 1930년 6월 20일  | 인민당 |                          | 헤르만 뮐러 (사민당) |
|      | -    | 파울 몰덴하워 (1876~1947)   | 1929년 12월 21일 | 1930년 6월 20일  | 인민당 | 하인리히 브뤼닝 (중앙당) |                      |
|      | -    | 하인리히 브뤼닝 (1885~1970) | 1930년 6월 20일  | 1930년 6월 26일  | 중앙당 |                          |                      |
|      | -    | 헤르만 디트리히 (1879~1954) | 1930년 6월 26일  | 1932년 6월 1일   | 민주당 |                          |                      |

### 독일연방공화국 (1949년~)
정당:
  기사련
  기민련
  자민당
  사민당
| 대수                                                                 | 대수 | 이름 (출생~사망)                     | 정당   | 재임기간         | 재임기간         | 날수 | 총리                 |
| -------------------------------------------------------------------- | ---- | ------------------------------------ | ------ | ---------------- | ---------------- | ---- | -------------------- |
|                                                                      | 1    | 프리츠 셰퍼 (1888~1967)              | 기사련 | 1949년 9월 20일  | 1957년 10월 29일 | 2961 | 아데나워 (1949~1963) |
|                                                                      | 2    | 프란츠 에첼 (1902~1970)              | 기민련 | 1957년 10월 29일 | 1961년 11월 14일 | 1477 | 아데나워 (1949~1963) |
|                                                                      | 3    | 하인트 슈타크 (1911~2001)            | 자민당 | 1961년 11월 14일 | 1962년 11월 19일 | 370  | 아데나워 (1949~1963) |
|                                                                      | 4    | 롤프 달그륀 (1908~1969)              | 자민당 | 1962년 12월 14일 | 1966년 10월 28일 | 1414 | 아데나워 (1949~1963) |
| 에르하르트 (1963~1966)                                               | 4    | 롤프 달그륀 (1908~1969)              | 자민당 | 1962년 12월 14일 | 1966년 10월 28일 | 1414 |                      |
|                                                                      | 5    | 쿠르트 슈뮈커 (1919~1996)            | 기민련 | 1966년 11월 8일  | 1966년 11월 30일 | 22   |                      |
|                                                                      | 6    | 프란츠 요제프 슈트라우스 (1915~1988) | 기사련 | 1966년 12월 1일  | 1969년 10월 21일 | 1055 | 키징거 (1966~1969)   |
|                                                                      | 7    | 알렉스 묄러 (1903~1985)              | 사민당 | 1969년 10월 22일 | 1971년 5월 13일  | 568  | 브란트 (1969~1974)   |
|                                                                      | 8    | 칼 쉴러 (1911~1994)                  | 사민당 | 1971년 5월 13일  | 1972년 7월 7일   | 421  | 브란트 (1969~1974)   |
|                                                                      | 9    | 헬무트 슈미트 (1918~2015)            | 사민당 | 1972년 7월 7일   | 1974년 5월 1일   | 663  | 브란트 (1969~1974)   |
|                                                                      | 10   | 한스 아펠 (1932~2011)                | 사민당 | 1974년 5월 1일   | 1978년 2월 15일  | 1386 | 슈미트 (1974~1982)   |
|                                                                      | 11   | 한스 마트회퍼 (1925~2009)            | 사민당 | 1978년 2월 16일  | 1982년 4월 28일  | 1532 | 슈미트 (1974~1982)   |
|                                                                      | 12   | 만프레드 란슈타인 (1937~)            | 사민당 | 1982년 4월 28일  | 1982년 10월 1일  | 156  | 슈미트 (1974~1982)   |
|                                                                      | 13   | 게르하르트 슈톨렌베르크 (1937~)      | 기민련 | 1982년 10월 1일  | 1989년 4월 21일  | 2394 | 콜 (1982~1998)       |
|                                                                      | 14   | 테오 바이겔 (1939~)                  | 기사련 | 1989년 4월 21일  | 1998년 10월 27일 | 3476 | 콜 (1982~1998)       |
|                                                                      | 15   | 오스카르 라퐁텐 (1943~)              | 사민당 | 1998년 10월 27일 | 1999년 3월 18일  | 142  | 슈뢰더 (1998~2005)   |
| 베르너 뮐러 재무부장관 대행 (1999년 3월 18일 ~ 1999년 4월 12일)      |      |                                      |        |                  |                  |      | 슈뢰더 (1998~2005)   |
|                                                                      | 16   | 한스 아이헬 (1941~)                  | 사민당 | 1999년 4월 12일  | 2005년 11월 22일 | 2416 | 슈뢰더 (1998~2005)   |
|                                                                      | 17   | 페어 슈타인브뤼크 (1947~)            | 사민당 | 2005년 11월 22일 | 2009년 10월 28일 | 1436 | 메르켈 (2005~2021)   |
|                                                                      | 18   | 볼프강 쇼이블레 (1942~2023)          | 기민련 | 2009년 10월 28일 | 2017년 10월 24일 | 2918 | 메르켈 (2005~2021)   |
| 페터 알트마이어 재무부장관 대행 (2017년 10월 24일 ~ 2018년 3월 14일) |      |                                      |        |                  |                  |      | 메르켈 (2005~2021)   |
|                                                                      | 19   | 올라프 숄츠 (1958~)                  | 사민당 | 2018년 3월 14일  | 2021년 12월 8일  | 1365 | 메르켈 (2005~2021)   |
|                                                                      | 20   | 크리스티안 린트너 (1979~)            | 자민당 | 2021년 12월 8일  | 2024년 11월 7일  | 1065 | 숄츠 (2021~)         |
|                                                                      | 21   | 외르크 쿠키스 (1968~)                | 사민당 | 2024년 11월 7일  |                  | 263  | 숄츠 (2021~)         |